# Àngel Carmona Ristol
Àngel Carmona Ristol (Lleida 1924- Barcelona 1997), fou un escriptor i dramaturg català. El 1959 va fundar la companyia teatral La Pipironda, que es va mantenir en actiu intermitentment durant gairebé 4 dècades. Tot i el poc reconeixement públic de la seva important tasca de difusió cultural, Àngel Carmona va ser un dels pioners del teatre independent català de postguerra.

## Fons
El seu fons es conserva al Museu de les Arts Escèniques i conté articles de premsa i guions teatrals. També hi trobem programes de mà de les obres representades per la companyia La Pipironda, 9 cartes, 11 dibuixos i 4 fotografies.
El 2010 es va republicar també un assaig en format de llibre sota el nom de Dues Catalunyes. Jocsfloralescos i xarons (Palma: Lleonard Muntaner, 2010, a cura de Blanca Llum Vidal; originalment publicat el 1967).